# Латинські літургійні обряди
Латинські літургійні обряди, або Західні літургійні обряди (лат. ritus latinus; англ. Latin rite) — літургійні обряди в християнстві, що виникли й традиційно використовувалися на території колишньої Західної Римської імперії до XI століття в неподіленій церкві, а після — в римо-католицькій церкви. З XX століття практикуються також (зазвичай в модифікованій формі) в окремих парафіях та монастирях деяких православних юрисдикцій: Російської зарубіжної церкви та архієпископії Антіохійського патріархату в США.

## Опис
Часто вживаний у зв'язку із західними літургійними обрядами термін «латинський обряд» має два значення:
- синонім терміна «західні літургійні обряди», що підкреслює загальну для майже всіх обрядів історичну мову богослужіння — латинська.
- синонім римського обряду.

Переважним серед західних літургійних обрядів, як за чисельністю віруючих, так і за значенням, є римський обряд, основний обряд Католицької церкви. Решта західних обрядів локалізовані рамками або території, або чернечого ордену.
Існуючі обряди:
- Амвросіанський обряд — архієпархія Мілана, і деякі інші єпархії північній Італії та Швейцарії.
- Мосарабський обряд — єпархія м. Толедо в Іспанії і ряд інших іспанських міст.
- Бразький обряд — єпархія м. Брага на півночі Португалії.

Зниклі обряди:
- Аквілейський обряд — використовувався в Аквілейському патріархаті (північна Адріатика) в I тисячолітті.
- Беневентанський обряд — використовувався на території лангобардського князівства Беневенто (Південна Італія) в I тисячолітті.
- Галліканський обряд — використовувався в Галлії в I тисячолітті, були спроби його реставрації в XX столітті.
- Кельтський обряд — практикувався кельтськими народами в Британії, Ірландії та Бретані в I тисячолітті.
- Ліонський обряд — практикувався в Ліонській єпархії аж до середини XX століття.
- глаголичний обряд — практикувався аж до середини XX століття в північній Хорватії. Являв собою унікальне явище — римська меса служилась старослов'янською з богослужбовими книгами на глаголиці. Єдиний із західних обрядів, основною мовою для якого була не латина.
- Сарумський обряд — використовувався в Англії. Після відділення Англійської церкви від Католицької послужив основою для літургії англіканської церкви.

Ліонський, глаголичний та сарумський обряди фактично були різновидами римського, хоча і з рядом своїх особливостей, у той час як інші обряди базувалися на власній традиції.
Чернечі обряди, зазвичай, були дуже близькими до римського та вживалися лише всередині ордену. Найвідомішим з них є домініканський обряд у домініканців, який, проте, практично зник у середині XX століття внаслідок реформ Другого Ватиканського собору та зберігається лише в окремих громадах (Братство св. Вінсента Феррера та окремі домініканці).